# Rudolf Hermes
Rudolf Hermes (* 18. August 1941 in Frankenholz, Saarland) ist ein deutscher Politiker (CDU).

## Leben
Hermes besuchte zunächst die Volksschule und später das Realgymnasium in St. Wendel. Nach seinem Schulabschluss in der Höheren Handelsschule in Saarbrücken trat er im 1962 in den gehobenen Dienst der Finanzverwaltung im Saarlandes ein. 1967 legte er erfolgreich die Prüfung zum Steuerbevollmächtigten ab und wurde Leiter einer Steuerpraxis sowie im Anschluss angestellter Geschäftsführer einer Steuerberatungs-GmbH. Seit dem Jahr 1971 war er in Bad Gandersheim als Freiberufler tätig. 1974 legte er erfolgreich die Steuerberaterprüfung ab.
Hermes wurde 1962 Mitglied der CDU. Hier wurde er im Jahr 1969 zum Vorsitzenden des CDU-Stadtverbandes in Bad Gandersheim gewählt. Ferner war er stellvertretender Vorsitzender des CDU-Kreisverbandes in Gandersheim/Northeim. Später wurde er Mitglied des CDU-Bezirksvorstandes in Hildesheim sowie Mitglied des Aufsichtsrates der Gemeinnützigen Wohnungsbaugesellschaft in Bad Gandersheim. Hermes war zudem Mitglied des Aufsichtsrates der Kurklinik GmbH in Bad Gandersheim.

## Öffentliche Ämter
Im Jahr 1972 wurde Hermes Ratsherr sowie Beigeordneter und ferner Vorsitzender der CDU-Fraktion im Rat der Stadt Bad Gandersheim. Ferner wurde er zum Abgeordneten des Kreistages und ferner in den Kreisausschuss des Landkreises Gandersheim (heute: Landkreis Northeim) gewählt wurde. Hermes wurde zum Mitglied des Niedersächsischen Landtages in der zehnten Wahlperiode zwischen dem 21. Juni 1982 und dem 20. Juni 1986 gewählt.